# バレーボールベルギー男子代表
バレーボールベルギー男子代表は、バレーボールの国際大会で編成されるベルギーの男子バレーボールナショナルチームである。

## 歴史
1947年に国際バレーボール連盟へ加盟。ベルギーは1940年代の世界選手権と欧州選手権の第1回大会に出場したヨーロッパの古参チームである。1968年メキシコシティオリンピックに初出場し、1970年代にかけて世界選手権に6回出場した。 
1990年代以降、主な国際大会の出場はなかったが、組み合わせに恵まれた2007年欧州選手権予選をグループトップで勝ち抜き、1987年大会以来20年ぶりとなる2007年欧州選手権の出場権を獲得。本選は2次ラウンドまで進出し10位で大会を終えた。2011年欧州選手権予選では3次ラウンド・プレーオフで格上の2007年大会優勝国スペインを破り、2大会ぶりの出場権を獲得した。

## 過去の成績

### オリンピックの成績
- 1968年 - 8位

### 世界選手権の成績
| - 1949年 - 9位 - 1952年 - 不出場 - 1956年 - 17位 - 1960年 - 不出場 - 1962年 - 棄権 - 1966年 - 14位 - 1970年 - 8位 | - 1974年 - 11位 - 1978年 - 18位 - 1982年 - 不出場 - 1986年 - 不出場 - 1990年 - 不出場 - 1994年 - 不出場 - 1998年 - 欧州予選敗退 | - 2002年 - 欧州予選敗退 - 2006年 - 欧州予選敗退 - 2010年 - 欧州予選敗退 - 2014年 - 17位 - 2018年 - 10位 - 2022年 - 不出場 |

### 欧州選手権の成績
| - 1948年 - 5位 - 1951年 - 6位 - 1955年 - 12位 - 1958年 - 17位 - 1963年 - 13位 - 1967年 - 12位 - 1971年 - 10位 - 1975年 - 12位 | - 1979年 - 11位 - 1987年 - 7位 - 2001年 - 予選敗退 - 2003年 - 予選敗退 - 2005年 - 予選敗退 - 2007年 - 10位 - 2009年 - 予選敗退 | - 2011年 - 13位 - 2013年 - 7位 - 2015年 - 10位 - 2017年 - 4位 - 2019年 - 9位 - 2021年 - 18位 - 2023年 - 14位 |